# 敵は本能寺にあり (映画)
『敵は本能寺にあり』（てきはほんのうじにあり）は、1960年9月11日に松竹で公開された時代劇映画。池波正太郎のオリジナル脚本を元に、大曽根辰夫が監督を務めた。

## キャスト
- 明智光秀：八代目松本幸四郎（初代松本白鸚）
- 徳川家康：嵐寛寿郎
- 明智皐月：淡島千景
- 織田信長：田村高廣
- 羽柴秀吉：河津清三郎
- 明智珠：岸惠子
- お濃：瑳峨三智子
- 森蘭丸：初代中村萬之助 （二代目中村吉右衛門）
- 明智左馬之助：森美樹
- 明智桔梗：北条喜久（北条きく子）
- 明智園枝：村瀬幸子
- 細川忠興：北上弥太朗 （八代目嵐吉三郎）
- 斎藤内蔵助：水島道太郎
- 永井助松：片岡彦三郎
- 波多野秀治：小笠原省吾
- 波多野秀尚：安井昌二
- 山城主膳：石黒達也
- 石田三成：名和宏
- 永井弥一郎：倉田爽平
- 溝尾庄兵衛：田中謙三
- 本多佐渡：海江田譲二
- 青山与三：永田光男
- 永倉伝五郎：乃木年雄
- 小栗栖長兵衛：光妙寺三郎
- 蜂須賀小六：山路義人
- 安田作兵衛：古石孝明
- 四天王但馬：雲井三郎
- 福島正則：生方功
- 細川幽斎：野沢栄一
- 滝川一益：倉新八
- 柴田勝家：天王寺虎之助
- 明智長閑斎：静山繁男
- 村越三十郎：池田恒夫
- 堀与次郎：松本宗四郎

## スタッフ
- 監督：大曾根辰夫
- 脚本：池波正太郎
- 製作：白井昌夫
- 撮影：石本秀雄
- 音楽：加藤光男